# Коммунистическая партия Великобритании (марксистско-ленинская)
Коммунистическая партия Великобритании (марксистско-ленинская), сокращённо CPGB-ML — антиревизионистская марксистско-ленинская коммунистическая партия в Великобритании, действующая в Англии, Шотландии и Уэльсе. Партия была создана Харпалом Браром после раскола Социалистической лейбористской партии 3 июля 2004 года. Она издаёт выходящую раз в два месяца газету Proletarian, также с партией тесно связан марксистско-ленинский журнал Lalkar (ранее бывший официальным журналом Ассоциацией индийских рабочих). Председатель партии — Элла Рул.

## История
Истоки партии находятся в Ассоциации коммунистических рабочих, созданной индийским коммунистическим писателем и политиком Харпалом Браром в 1969 году в результате «маоистского раскола» Революционной марксистско-ленинской лиги, которая в свою очередь появилась в результате «маоистского раскола»
Коммунистической партии Великобритании в 1965 году. Ассоциации коммунистических рабочих присоединилась к Социалистической лейбористской партию, возглавлявляемой бывшим лидером шахтеров Артуром Скаргиллом, но отделилась от неё из-за отказа Скаргилла принять поддержку КНДР и других государств. В результате Скаргилл решил исключить ряд членов центрального комитета партии и весь её регион Йоркшир. Исключенные, а также те, кто вышел из партии вместе с ними, основали CPGB-ML в 2004 году в Саутхолле, Лондон.

## Политика и идеология
Идеологией CPGB-ML является марксизма-ленинизма, политической теории, которой придерживалась коммунистическая партия Советского Союза. CPGB-ML восхваляет коммунистических лидеров таких как Владимир Ленин, Иосиф Сталин, Мао Цзэдун, Ким Ир Сен, Энвер Ходжа и Фидель Кастро. Партия находится в оппозиции к троцкизму, социал-демократии, демократическому социализму и тем, кого они называют ревизионистскими (включая КПСС периода Хрущёва) партиям. В 1995 году бывший председатель CPGB-ML Харпал Брар опубликовал книгу под названием «Социал-демократия: враг внутри».

### Внутренняя политика

#### Независимость Шотландии
Партия зафиксировала свою позицию о независимости Шотландии на съезде 2012 года, согласно ей не существует отдельных английской и шотландской наций, когда эти нации только развивались как современные капиталистические экономики, их правящие классы объединились, чтобы сформировать британскую нацию. Хотя CPGB-ML поддерживает идею местной демократии, она рассматривает движение за независимость Шотландии как отвлекающий манёвр от построения рабочего движения на всей территории Великобритании и поэтому выступает против него. Они утверждают, что предложения, выдвинутые для независимости Шотландии, не сломают Союз, британское государство или британскую армию каким-либо существенным образом. Не поддерживая идею независимости Шотландии, они находятся в этом в оппозиции к Шотландской социалистической партии и Социалистической рабочей партией Великобритании.

#### Северная Ирландия
По вопросу Северной Ирландии CPGB-ML призывает к выводу британских войск из Ирландии и созданию объединённой Ирландии. Она поддерживает руководство Шинн Фейн в белфастском соглашении, которое, по мнению партии, способствует достижению этой цели.

#### Брексит
Как и другие коммунистические партии Великобритании CPGB-ML поддержала выход Великобритании из Европейского союза на референдуме 2016 года. Продолжая придерживаться евроскептицизма во время выборов в Европарламент 2019 года призывала своих сторонников голосовать за Партию Брексита.

#### Права трансгендеров
На восьмом съезде в сентябре 2018 года, партия приняла резолюцию, выступающую против «дискриминации по расе, полу или сексуальной ориентации», но осудили «политику идентичности, включая идеологию ЛГБТ» как «реакционную и антирабочую» и заявили о необходимости исключения из партии тех, кто продвигает политику идентичности. Политику инендичности CPGB-ML описала как «реакционный кошмар», навязанный буржуазией. Это привело к обвинениям в трансфобии со стороны других организаций, принадлежащих к британским левым.

### Внешняя политика
CPGB-ML поддерживает правительства тех стран, которые она считает социалистическими или антиимпериалистическими, например Китай, Венесуэла, Россия, Куба, Зимбабве, Сирия и Ирак. Делегации из посольств Китая, Кубы, Венесуэлы, КНДР и Лаоса присутствовали на заседаниях партии.
Партия выступает против сионизма и призывает к роспуску государства Израиль, которое она называет государством апартеида. Она призывала к поражению британских войск в Ираке и Афганистане и движению прямого действия и отказа от сотрудничества среди британских трудящихся с целью оказания политического влияния.
В 2011 году председатель партии CPGB-ML Харпал Брар посетил Ливию во время войны, чтобы выразить солидарность с ливийским народом в его борьбе против НАТО. Вскоре после создания CPGB-ML присоединилась к коалиции Stop the War, но в конечном итоге была исключена из неё. CPGB-ML заявила, что это произошло из-за её нападок на позиции руководства коалиции по Ливии и Сирии, которые она охарактеризовала как «проимпериалистические».
Внешнеполитическая позиция CPGB-ML включает защиту наследия покойного свергнутого президента Зимбабве Роберта Мугабе.
CPGB-ML также поддерживает правительство Северной Кореи и то, что оно назвало его антиимпериалистической позицией в апреле 2013 года, а также его противодействие попыткам Запада отговорить государство от приобретения ядерного оружия.
Партия поддержала движение жёлтых жилетов, которое она воспринимает как низовое движение рабочего класса, выступающее против капитализма и Европейского союза. В том же духе партия поддержала Конвой свободы в Канаде в конце 2021 года.
CPGB-ML рассматривает российское вторжение на Украину в 2022 году как оборонительную войну против «санкционированных государством неонацистов» и против «распространения западной гегемонии».

### Прочее
CPGB-ML не осудила беспорядки в Англии в 2011 году, охарактеризовав их как рудиментарную форму антикапиталистического сопротивления, которому не хватало адекватного руководства и направления. CPGB-ML выступает против иммиграционного контроля, который, по её мнению, является мерой, направленной на то, чтобы направить рабочих в неверном направлении и возложить вину за кризис друг на друга, а не на буржуазию.

## Деятельность
CPGB-ML участвует в ряде британских политических движений, таких как движение палестинской солидарности, Движение против жесткой экономии, антивоенное движение, антимайдан, и выступает против использования ударов беспилотников США и НАТО против мирного населения.
CPGB-ML проводит три ежегодных мероприятия:
- Участие в первомайском шествии Лондонского оргкомитета Первомая на Трафальгарскую площадь каждый год 1 мая[51].
- Международное барбекю, на которое приглашаются члены дружественных партий, профсоюзные деятели и представители стран, которые поддерживает партия, в частности Северной Кореи и Кубы, поскольку барбекю проводится недалеко от годовщины Корейской войны и Штурм казарм Монкада[англ.].
- Празднование Октябрьской революции, первой успешной марксистско-ленинской революции и создания Советского Союза[52].

CPGB-ML была единственной партией, которая несла баннер Иосифа Сталина, включая цитату Сталина, каждый год, вплоть до 2019 года, на марше в честь Первого мая в Лондоне. Цитата взята из книги «Об основах ленинизма», написанной Сталиным, в которой говорилось: «Либо отдайся на милость капиталу, прозябай по-старому и опускайся вниз, либо берись за новое оружие — так ставит вопрос империализм перед миллионными массами пролетариата. Империализм подводит рабочий класс к революции».
Первые выборы, в которых участвовали члены партии, были выборы в городской совет Бирмингема в 2018 году. Три кандидата-члена баллотировались под зарегистрированным лейблом/подпартией «Birmingham Worker». Их лучший результат был в округе Балсолл Хит с 6,1 % голосов и третьим местом, опередив местных зелёных и консерваторов. Остальные набрали 0,89 % и 1,62 % в своих округах, обойдя местного кандидата от Коалиции профсоюзов и социалистов в первом из них.
CPGB-ML приветствовала основание Рабочей партии Великобритании бывшим депутатом лейбористской партии и партии Respect Джорджем Гэллоуэем. Многие члены CPGB-ML были активны в Рабочей партии Британии. Заместитель председателя CPGB-ML Джоти Брар также был заместителем лидера Рабочей партии Британии.

## Заметные деятели
В CPGB-ML состоят несколько деятелей раннего коммунистического движения Великобритании и членов старой коммунистической партии. Изабель Крук, жена Дэвида Крука, была почетным президентом до своей смерти в 2023 году в возрасте 107 лет. Оба были коммунистами, которые находились в Испании во время гражданской войны в Испании, а затем работали на Мао Цзэдуна и китайских коммунистов. Опытный британский коммунист Джек Шапиро, ветеран антиревизионистского движения и пожизненный коммунист, был членом CPGB-ML до своей смерти.
В течение четырнадцати лет, с момента основания партии в 2004 году и до 2018 года, председателем партии был отставной преподаватель права университета, писатель и бизнесмен Харпал Брар. Заместителем председателя партии и международным секретарем была Элла Рул, а генеральным секретарем партии был Зейн Карпентер. На 8-м съезде партии в Бирмингеме в 2018 году Харпал Брар ушел с поста председателя партии и был заменен Эллой Рул. Зейн Карпентер и Джоти Брар стали заместителями председателя партии.
Латвийский нацбол Бенес Айо был членом организации во время своего проживания в Лондоне.
Социалистический политик, писатель и телеведущий Джордж Гэллоуэй, несмотря на то, что не является членом партии, неоднократно выступал с речами на мероприятиях и конференциях CPGB-ML.